# Amable de Bourzeis
 (juillet 2013).
Amable de Bourzeis, né le 6 avril 1606 à Volvic (Puy-de-Dôme) et mort le 2 août 1672 à Paris, à l'âge de 66 ans, est un homme d'Église, homme de lettres et théologien français.

## Biographie
Fils de Jean-Charles de Bourzeis, seigneur de la Ribbe, il est élevé comme page chez un marquis[Lequel ?]. Il est emmené à l'âge de 17 ans à Rome, où il suit des cours de théologie et apprend les langues orientales tout en s'exerçant à la poésie grecque et latine. De retour en France, il loge à Paris chez Roger du Plessis-Liancourt, qui le présente à Louis XIII. Le roi lui octroie peu après l'abbaye Saint-Martin de Chore, près d'Autun dont il est abbé commendataire de 1635 à 1657. En 1634, le cardinal de Richelieu fait de lui l'un des premiers membres de l'Académie française, dont il prononce le deuxième discours, Sur le dessein de l’Académie et sur le différent génie des langues.
Il se distingue surtout dans la controverse et la prédication ; il convertit, parmi d'autres personnalités, le comte Henri de Schomberg. S'étant fait connaître par ses écrits jansénistes, il se rétracte lors de la publication de la bulle d'Innocent X, Cum occasione, en 1653, et signe le formulaire d'Alexandre VII en 1661. En 1663, Colbert fait de lui l'un des quatre premiers membres de l'Académie royale des inscriptions et médailles et place sous sa direction une assemblée de théologiens qui tient ses séances à la Bibliothèque royale. En 1664, il coordonne, sous l'impulsion de Colbert, la rédaction du Traité des droits de la Reine, visant à démontrer juridiquement le bon droit de Louis XIV dans la guerre de Dévolution. Bourzeis est également l'un des premiers collaborateurs du Journal des sçavans lors de sa création en 1665.

## Choix de publications
- Discours à monseigneur le prince palatin pour l'exhorter à entrer dans la communion de l'Église catholique, 1646, [lire en ligne]
- Lettre d'un abbé à un président, sur la conformité de saint Augustin avec le concile de Trente, touchant la manière dont les justes peuvent délaisser Dieu, et estre ensuite délaissez de luy, 1649
- Contre l'adversaire du concile de Trente et de sainct Augustin : dialogue premier, où l'on découvre la confusion & les contradictions estranges des dogmes théologiques du P. Petau, & où l'on réfute un libelle du mesme père, intitulé insolemment « Dispute contre l'hétérodoxe », c'est-à-dire contre l'hérétique : où est aussi réfuté par occasion un petit libelle de M. Morel dont le titre est « Défense de la confession de la foy catholique alléguée, etc. », 1650, [lire en ligne]
- Apologie du concile de Trente et de sainct Augustin : contre les nouvelles opinions du censeur latin de la Lettre franc̜oise d'un abbé à un evesque ; où est refutée aussi dans une preface une autre censure latine de la preface franc̜oise de la Lettre d'un abbé à un president, 1650
- Conférences de deux théologiens molinistes sur un libelle faussement intitulé : Les sentiments de saint Augustin et de toute l'Église, 1650
- Sermons sur divers mystères de la religion et plusieurs fêtes des saints, prêchés dans Paris, par l'abbé de Bourzeis, 1672

Ouvrages parfois attribués
- Saint Augustin victorieux de Calvin et de Molina, ou Réfutation d'un livre intitulé « Le Secret du Jansénisme », 1652
- Traité des droits de la Reyne tres-chrestienne sur divers Estats de la monarchie d'Espagne, 1667

### Sources et bibliographie
Par ordre chronologique de parution :
- « Amable de Bourzeys », dans Jean-Pierre Niceron, Mémoires pour servir à l'histoire des hommes illustres, chez Briasson, Paris, 1733, tome 24, p. 357-366 (lire en ligne)
- Claude-François Lambert, Histoire littéraire du règne de Louis XIV, Prault, Paris, t. 1, 1753, p. 41-46
- Philippe Le Bas, L'Univers. Histoire et description de tous les peuples. Dictionnaire encyclopédique de la France, Firmin Didot, Paris, t. 3, 1842, p. 285
- Oscar Honoré, Honoré [Amable] de Bourzeïs. Un académicien oublié, le premier XXXVe fauteuil, Paris, 1879
- Akimid Edo [pseudonyme de Yasushi Noro], « Note sur la naissance et la mort d'Amable Bourzeis » in Courrier du Centre international Blaise Pascal, Clermont-Ferrand, no 24, 2002, p. 47-50 (lire en ligne)
- Yasushi Noro, Un littérateur face aux événements du XVIIe siècle : Amable Bourzeis et les événements dans sa biographie, thèse, Université Blaise Pascal, Clermont-Ferrand II, 2006
- Yasushi Noro, Une vie à la trace. Amable Bourzeis, écrivain (1606-1672), Classiques Garnier (collection Lire le XVIIe siècle), Paris, 2018,  (ISBN 978-2-406-06561-6) ; 437p.